# La Petite Fille à l'arrosoir
La Petite Fille à l'arrosoir est un tableau impressionniste de 1876 d'Auguste Renoir. L'œuvre a apparemment été peinte dans le jardin de Claude Monet à Argenteuil, et pourrait représenter une des filles du quartier de Renoir[réf. souhaitée] en robe bleue tenant un arrosoir.
Le tableau est exposé à la National Gallery of Art, à Washington, D.C.